# Disjunktiv
Disjunktiva pronomen är en betonad form av personliga pronomen, som bland annat förekommer i franska. 
I franska kan disjunktiv användas för extra betoning:
Moi, je ne veux pas y aller. (För min del vill jag inte åka)
Ça te plaît, toi? (Du då, tycker du om det?)
Disjunktiv kan även användas när pronomenet står ensamt eller endast med kopula, på franska, men även på exempelvis engelska och danska. Till exempel meningen "det är jag":
C'est moi.
It's me.
Det er mig.
Medan denna användning av disjunktiv är självklar på franska och danska men mer omdebatterad på engelska. På norska är båda formerna möjliga ("det er jeg" eller "det er meg"), men disjunktiv är vanligare på bokmål, som ligger närmare danskan, än på nynorska. I engelskt talspråk är disjunktiv vanligare än i skriftspråket, men både disjunktiv och nominativ är möjliga i samordnade nominalfraser:
Him and me went together to the party.
He and I went together to the party.
På svenska används inte disjunktiv. I komparativa subjunktionsfraser kan ett liknande fenomen uppstå:
Han är längre än mig.
Jag skulle vilja vara som henne.
Detta beskrivs av Svenska Akademiens grammatik istället som en ackusativform till följd av att subjunktionen behandlas som en preposition.